# Bastar (Distrikt)

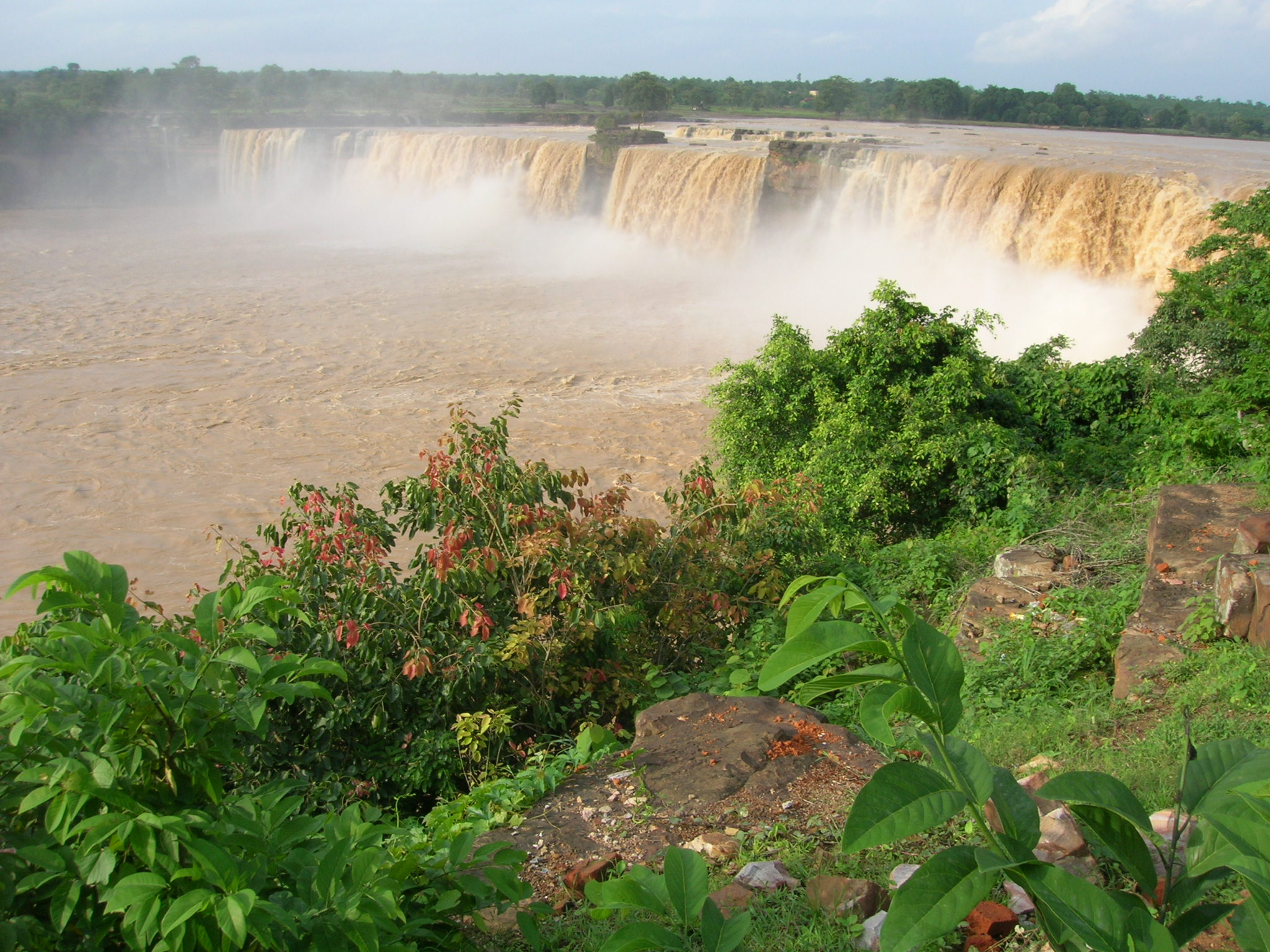
Chitrakot-Fall während des Monsuns

Der Distrikt Bastar (Hindi बस्तर जिला Bastar Jilā) ist ein Distrikt des indischen Bundesstaates Chhattisgarh. Verwaltungszentrum ist die Stadt Jagdalpur.

## Geographie und Landwirtschaft
Der Distrikt Bastar liegt im Süden Chhattisgarhs an der Grenze zum Bundesstaat Odisha. Nachbardistrikte sind der Distrikt Kondagaon im Norden, der indische Bundesstaat Odisha im Nordosten, Osten und Südosten, der Distrikt Sukma im Süden, der Distrikt Dantewada im Südwesten und Westen sowie der Distrikt Bijapur im Nordwesten. Vor der Abspaltung des Distrikts Kondagaon im Jahr 2012 hatte der Distrikt Bastar eine Fläche von 10.083 Quadratkilometern und war in die zwölf Tehsils Keshkal, Baderajpur, Kondagaon, Makadi, Pharasgaon, Jagdalpur, Lohandiguda, Bastanar, Bastar, Bakaband, Tokapal und Darbha unterteilt.
Das Gebiet befindet sich auf einem Plateau etwa 600 bis 700 m hoch. Der Distrikt ist immer noch stark bewaldet, jedoch sind die Bäume in den felsigen Gebieten verkümmert. Dort dominieren Balanites rexburghii, Gerber-Akazie (Senegalia catechu, lokal khair genannt) sowie Bombax malabaricum (semar). Als Nutzbäume ist die Palmyrapalme (Borassus flabellifer) am häufigsten. Der Anteil an bewässerten Feldern ist gering, Nassreis, mit einem durchschnittlichen Ertrag von 984 Kilogramm/Hektar, ist jedoch die wichtigste Bodenfrucht. Es gibt praktisch keine Industrie. Eine Bahnlinie führt von der Endstation Kirandul über Jagdalpur nach Osten.
Der Indravati, der den Distrikt im Norden in westlicher Richtung durchfließt ist der einzige bedeutende Fluss. Sein knapp 30 Meter hoher Chitrakot-Wasserfall ist eine Sehenswürdigkeit des Distrikts. Von Süden her mündet der Dantewada.

## Geschichte
Die Frühgeschichte der Region Bastar liegt im Dunkeln. Einige Inschriften scheinen darauf hinzudeuten, dass im 11. Jahrhundert eine Nagvanshi-Dynastie, mit der Hauptstadt in Barsur herrschte. Das Reich war unter dem Namen Chakrakot bekannt. Der Staat Kanker wurde 1192 von Bir Kanhar Deo gegründet. Das Chakrakot-Königreich verfiel unter den häufigen Angriffen aus dem Süden und wurde schließlich Teil des rajputischen Warangal-Reiches der Kakatiyas. Deren bedeutendster Herrscher war Pratap Rudra Deo, der 1492 in einer Schlacht mit Ahmad Shah Bahman fiel. Der Bruder des Getöteten Annam Deo verließ Warangal und begründete sein neues Reich in Bastar. Der Ort blieb bis 1750 Hauptstadt des Fürstenstaates Bastar. Der Herrscher Dalpat Deo verlegte seine Hauptstadt ins 18 km südöstlich gelegene Jagdalpur. Zu dieser Zeit kam es zu ersten Angriffen der Marathen. Der Staat kam dann 1853 unter britisches Protektorat. Im Jahre 1891 hatte der Staat eine Größe von 33.830 Quadratkilometern und eine Bevölkerung von 196.000, von denen 36.000 den „Stammesvölkern“ (vgl. Adivasi) zugerechnet wurden. Besonders die Letztere Bevölkerungsgruppe zeigte sich gegenüber dem kolonialen System renitent. Bis 1947 war der Distrikt, besonders um die Hauptstadt herum, Schauplatz etlicher Aufstände. Die bedeutendsten waren: Halba-Rebellion (1774–79), Tarapur-Aufstand (1842–54), Meria-Rebellion (1842–63), Koi-Revolte (1859), Muria-Aufstand (1876) und der Bhumkal (1910).
Nach der indischen Unabhängigkeit 1947 wurden die Fürstenstaaten Bastar und Kanker als Distrikt Bastar in die Central Provinces eingegliedert, aus denen 1956 der Bundesstaat Madhya Pradesh hervorging. Der Distrikt Bastar umfasste anfangs ein weitaus größeres Gebiet als heute: Mit rund 40.000 Quadratkilometern war er einer der größten Distrikte Indiens. 1998 wurde der ursprüngliche Distrikt Bastar in die Distrikte Bastar, Kanker und Dantewada aufgeteilt. Letzterer umfasste auch die heutigen Distrikte Bijapur und Sukma. Im Jahr 2000 kam Bastar zum neugegründeten Bundesstaat Chhattisgarh, der aus dem Ostteil Madhya Pradeshs gebildet wurde. Vom verbliebenen Distrikt Bastar spalteten sich noch 2007 der Distrikt Narayanpur und 2012 der Kondagaon ab, sodass der Distrikt Bastar nur noch einen kleinen Teil der ursprünglichen Bastar-Region umfasst.

## Bevölkerung

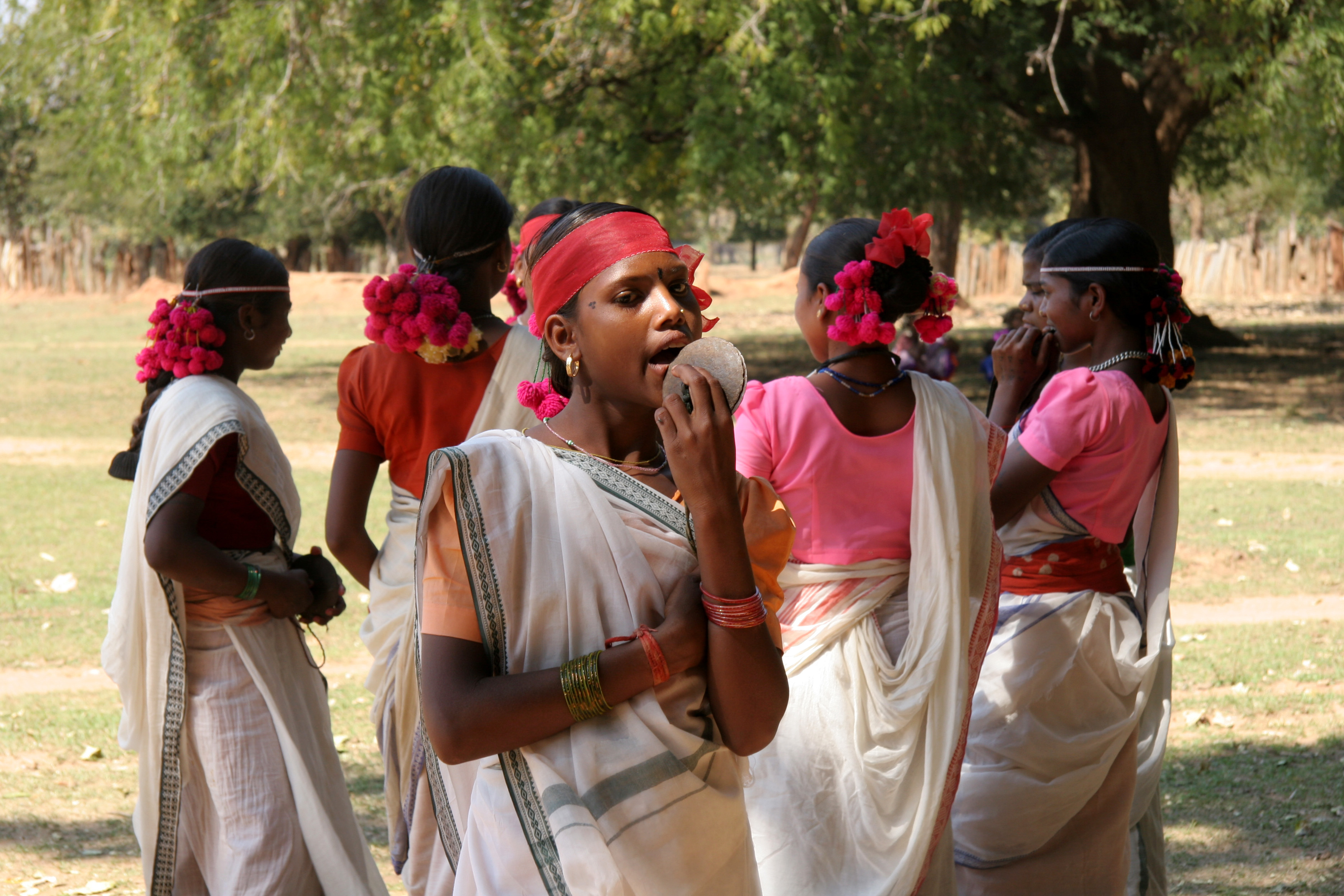
Frauen vom Stamm der Muria bei folkloristischer Darbietung

Nach der Volkszählung 2011 hatte der Distrikt Bastar in seinen damaligen Grenzen (inklusive des Distrikts Kondagaon) 1.411.644 Einwohner. Nach der Volkszählung 2011 hat der Distrikt in seinen heutigen Grenzen 834.375 Einwohner. Bei 155 Einwohnern pro Quadratkilometer ist der Distrikt dicht besiedelt. Der Distrikt ist dennoch eher ländlich geprägt. Von den 834.375 Bewohnern wohnen 698.864 Personen (83,76 %) auf dem Land und 135.511 Menschen in städtischen Gemeinden.
Der Distrikt Bastar gehört zu den Gebieten Indiens, die stark von Angehörigen der „Stammesbevölkerung“ (scheduled tribes) besiedelt sind. Zu ihnen gehörten (2011) 520.779 Personen (62,42 Prozent der Distriktsbevölkerung). Mit Ausnahme des Subdistrikts Jagdalpur (39,83 % Bevölkerungsanteil) sind die Angehörigen der scheduled tribes in allen Subdistrikten eine deutliche Bevölkerungsmehrheit (zwischen 65,46 % und 92,11 % Anteil). Es gibt zudem 14.759 Dalits (scheduled castes) (1,77 Prozent der Distriktsbevölkerung) im Distrikt.

### Bevölkerungsentwicklung
Wie überall in Indien wächst die Einwohnerzahl im Distrikt Bastar seit Jahrzehnten stark an. Eine Ausscheidung des heutigen Gebiets ist allerdings erst seit der Volkszählung 1991 möglich. Vorher gab es keine(n) Distrikt(e), der/die dem heutigen Gebiet entsprechen. Die Zunahme betrug in den Jahren 2001–2011 mehr als 18 Prozent (18,07 %). In diesen zehn Jahren nahm die Bevölkerung um beinahe 128.000 Menschen zu. Die Entwicklung verdeutlicht folgende Tabelle:

### Bedeutende Orte
Im Distrikt gibt es insgesamt laut der Volkszählung 2011 nur zwei Orte, die als Städte (towns und notified towns) gelten. Dies sind die Städte Jagdalpur und Bastar.

### Bevölkerung des Distrikts nach Geschlecht
Der Distrikt hatte 2011 – für Indien unüblich – mehr weibliche als männliche Einwohner. Allerdings war das Verhältnis beider Geschlechter viel ausgeglichener als in anderen Regionen Indiens. Von der gesamten Einwohnerschaft von 834.375 Personen waren 413.706 männlichen und 420.669 weiblichen Geschlechts (50,42 Prozent der Bevölkerung). Bei den jüngsten Bewohnern (126.892 Personen unter 7 Jahren) sind 63.877 Personen (50,34 %) männlichen und 63.015 Personen (49,66 %) weiblichen Geschlechts.

### Bevölkerung des Distrikts nach Sprachen
Die Bevölkerung des Distrikts ist sprachlich gemischt. Stärkste Sprachgruppe ist die indoarische Sprache Halabi mit einem Bevölkerungsanteil von 38,42 %. Dahinter folgen Odia (mit Bhatri und Odia) mit einem Anteil von 27,02 %, die drawidische Sprache Gondi mit 14,56 % und die Hindi-Sprachen und Dialekte (vorwiegend Chhattisgarhi und Khari Boli/Hindi) mit einem Bevölkerungsanteil von 14,14 %. Es gibt somit vier dominierende Sprachgruppen im Distrikt. Weitere bedeutende Sprachminderheiten sind die Sprachgruppen Parji/Duruwa (24.960 Muttersprachler; eine drawidische Sprache), Bengali und Telugu (eine weitere drawidische Sprache).
Die Verteilung der Muttersprachen ist allerdings in den Subdistrikten sehr unterschiedlich. Die weitverbreitetste Sprache Halabi stellt in den Subdistrikten Bastar, Lohandiguda und Tokapal die Bevölkerungsmehrheit und ist im Subdistrikt Darbha mit 38,18 % eine relative Mehrheit. Bhatri/Duruwa hat ihre Hochburg im Subdistrikt Bakavand (80,79 % Bevölkerungsanteil) und ist eine relative Mehrheit im Subdistrikt Jagdalpur mit 32,95 % Anteil. Gondi ist die Muttersprache einer Bevölkerungsmehrheit im Subdistrikt Bastanar (87,63 % Bevölkerungsanteil) und erreicht hohe Anteile in den Subdistrikten Darbha, Lohandiguda und Tokapal. Der Subdistrikt Jagdalpur ist die Hochburg von Hindi (32,05 % Bevölkerungsanteil). In allen anderen Subdistrikten wird Hindi nur von kleinen Minderheiten gesprochen. Mit Ausnahme von Chhattisgarhi mit 4,68 % Bevölkerungsanteil im Subdistrikt Jagdalpur liegen die anderen Muttersprachen bei Werten von unter drei Prozent. Die weitverbreitetsten Einzelsprachen zeigt die folgende Tabelle:
| Jahr                                                           | Bengali | Bengali | Bhatri  | Bhatri | Chhattisgarhi | Chhattisgarhi | Dhurwa | Dhurwa | Gondi   | Gondi | Halabi/Halbi | Halabi/Halbi | Hindi  | Hindi | Odia | Odia | Telugu | Telugu | Total   | Total    |
| Jahr                                                           | Zahl    | %       | Zahl    | %      | Zahl          | %             | Zahl   | %      | Zahl    | %     | Zahl         | %            | Zahl   | %     | Zahl | %    | Zahl   | %      | Zahl    | %        |
| -------------------------------------------------------------- | ------- | ------- | ------- | ------ | ------------- | ------------- | ------ | ------ | ------- | ----- | ------------ | ------------ | ------ | ----- | ---- | ---- | ------ | ------ | ------- | -------- |
| 2011                                                           | 6585    | 0,79    | 215.902 | 25,88  | 21.914        | 2,63          | 24.943 | 2,99   | 121.379 | 14,55 | 320.548      | 38,42        | 89.723 | 10,75 | 9486 | 1,14 | 5403   | 0,65   | 834.375 | 100,00 % |
| Quelle: Ergebnis der Volkszählung 2011, Gebietsstand Ende 2022 |         |         |         |        |               |               |        |        |         |       |              |              |        |       |      |      |        |        |         |          |

### Bevölkerung des Distrikts nach Bekenntnissen
Eine überwältigende Mehrheit der im Distrikt lebenden Menschen sind Hindus. Einzige bedeutende religiöse Minderheit sind die Christen im Subdistrikt Jagdalpur (17.935 Personen oder 7,48 % Bevölkerungsanteil). Kleinere christliche Minderheiten gibt es zudem in den Subdistrikten Bakavand, Darbha und Tokapal. Die Muslime (2,97 % Bevölkerungsanteil) und alle anderen religiösen Gruppen haben ihre Hochburg im Subdistrikt Jagdalpur. Sie sind fast Alle aus anderen Gebieten Indiens zugewandert. Bis auf den Subdistrikt Jagdalpur (87,67 %) haben alle Subdistrikte Hinduanteile zwischen 94,72 und 99,51 Prozent. Die genaue religiöse Zusammensetzung der Bevölkerung zeigt folgende Tabelle:
| Jahr                                                           | Buddhisten | Buddhisten | Christen | Christen | Hindus  | Hindus | Jainas | Jainas | Muslime | Muslime | Sikhs | Sikhs | Andere | Andere | keine Angaben | keine Angaben | Total   | Total    |
| Jahr                                                           | Zahl       | %          | Zahl     | %        | Zahl    | %      | Zahl   | %      | Zahl    | %       | Zahl  | %     | Zahl   | %      | Zahl          | %             | Zahl    | %        |
| -------------------------------------------------------------- | ---------- | ---------- | -------- | -------- | ------- | ------ | ------ | ------ | ------- | ------- | ----- | ----- | ------ | ------ | ------------- | ------------- | ------- | -------- |
| 2011                                                           | 441        | 0,05       | 26.587   | 3,19     | 791.971 | 94,92  | 2414   | 0,29   | 8116    | 0,97    | 1693  | 0,20  | 2508   | 0,30   | 645           | 0,08          | 834.375 | 100,00 % |
| Quelle: Ergebnis der Volkszählung 2011, Gebietsstand Ende 2022 |            |            |          |          |         |        |        |        |         |         |       |       |        |        |               |               |         |          |

## Bildung
Dank bedeutender Anstrengungen steigt die Alphabetisierung. Die Werte für den Distrikt liegen allerdings weit unter dem indischen Durchschnitt. In der Stadt Jagdalpur sind die Werte wie in anderen indischen Städten sehr hoch. In der Stadt Bastar und auf dem Land ist der Alphabetisierungsgrad sehr niedrig. Den Tiefpunkt erreicht der Subdistrikt Bastanar, wo nur 22,36 % der Bevölkerung lesen und schreiben können. Bei den Frauen in diesem Subdistrikt sind sogar nur 16,93 % alphabetisiert. Typisch für indische Verhältnisse sind die starken Unterschiede zwischen den Geschlechtern sowie Stadt und Land.
| Alphabetisierung im Distrikt Bastar                                          |                   |                   |
| Einheit                                                                      | Volkszählung 2011 | Volkszählung 2011 |
| Einheit                                                                      | Anzahl            | Anteil            |
| GESAMT                                                                       | 376.004           | 53,15 %           |
| Männer                                                                       | 220.456           | 63,02 %           |
| Frauen                                                                       | 155.548           | 43,49 %           |
| STADT GESAMT                                                                 | 100.049           | 83,43 %           |
| Stadt-Männer                                                                 | 54.513            | 89,68 %           |
| Stadt-Frauen                                                                 | 45.536            | 77,00 %           |
| LAND GESAMT                                                                  | 275.955           | 46,97 %           |
| Land-Männer                                                                  | 165.943           | 57,41 %           |
| Land-Frauen                                                                  | 110.012           | 36,85 %           |
| Quelle: Ergebnis der Volkszählung 2011, District Census Handbook, Tabelle 20 |                   |                   |